# Monument aux morts de Chalon-sur-Saône
Le monument aux morts de Chalon-sur-Saône est un mémorial situé sur l'esplanade de la Légion d'Honneur à Chalon-sur-Saône, dans le département français de Saône-et-Loire.

## Histoire
Il est inscrit aux monuments historiques depuis le 7 avril 2016.